# Paraliparis membranaceus
Paraliparis membranaceus är en fiskart som beskrevs av Günther, 1887. Paraliparis membranaceus ingår i släktet Paraliparis och familjen Liparidae. Inga underarter finns listade i Catalogue of Life.